# أوليفير فينك
أوليفير فينك (بالألمانية: Oliver Fink) (6 يونيو 1982 بهيرشاو في ألمانيا - ) هو لاعب كرة قدم ألماني في مركز الوسط. لعب مع فورتونا دوسلدورف ويان ريغينسبورغ ونادي أونترهاخينغ ونادي أوسنابروك وSV Wacker Burghausen ‏ وSSV Jahn Regensburg II ‏.

## وصلات خارجية
- أوليفير فينك على موقع قاعدة بيانات كرة القدم.إي يو (الإنجليزية)
- أوليفير فينك على موقع بيانات كرة القدم. دي إي (الألمانية)
- أوليفير فينك على موقع Soccerway.com (الإنجليزية)
- أوليفير فينك على موقع عالم كرة القدم.نت (الإنجليزية)
- أوليفير فينك على موقع AS.com (الإسبانية)